# Phalaenopsis leucorrhoda
Phalaenopsis leucorrhoda är en orkidéart som beskrevs av Heinrich Gustav Reichenbach. Phalaenopsis leucorrhoda ingår i släktet Phalaenopsis och familjen orkidéer. Inga underarter finns listade i Catalogue of Life.

## Bildgalleri

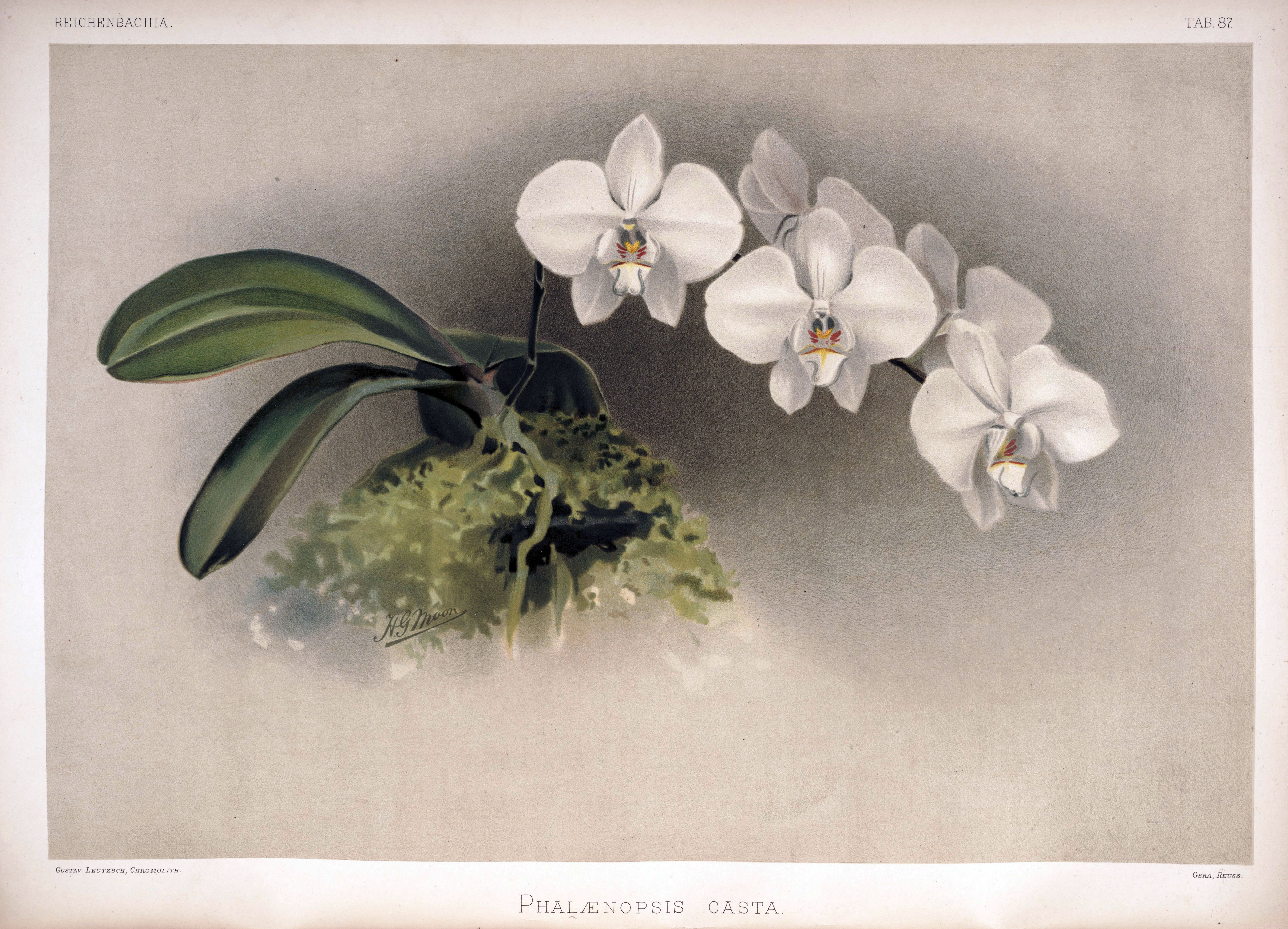